# Svend Gade
Svend Lauritz Gade, född den 9 februari 1877 i Köpenhamn, död den 25 juni 1952 i Århus, var en dansk scenograf och regissör.
Gade utbildades till teatermålare vid Det kongelige Teater i Köpenhamn. Han arbetade som sådan 1898–1902 vid Nationaltheatret i Oslo och 1902–1904 vid Kungliga teatern i Stockholm. Gade bodde 1904–1922 i Berlin, där han målade dekorationer till flera av de främsta scenerna och arbetade som konstnärlig instruktör och konsulent, påverkad av Max Reinhardt. Han var senare regissör i New York och Hollywood men återvände till Köpenhamn och var regissör 1930–1947 vid Det kongelige Teater.

## Teater

### Regi
| År   | Produktion                                      | Upphovsmän                            | Teater                  |
| ---- | ----------------------------------------------- | ------------------------------------- | ----------------------- |
| 1929 | Vid 37de gatan                                  | Elmer Rice                            | Oscarsteatern           |
| 1932 | Urspårad Afsporet                               | Karl Schlüter Översättning Ella Taube | Blancheteatern          |
| 1939 | Nederlaget                                      | Nordahl Grieg                         | Dramaten                |
| 1945 | En midsommarnattsdröm A Midsummer Night's Dream | William Shakespeare                   | Skansens friluftsteater |
| 1946 | En midsommarnattsdröm A Midsummer Night's Dream | William Shakespeare                   | Skansens friluftsteater |
| 1947 | Två skälmar i paradiset                         | Gaston-Marie Martens och André Obey   | Malmö stadsteater       |

### Scenografi och kostym
| År   | Produktion        | Upphovsmän                            | Regi       | Teater         | Noter      |
| ---- | ----------------- | ------------------------------------- | ---------- | -------------- | ---------- |
| 1932 | Urspårad Afsporet | Karl Schlüter Översättning Ella Taube | Svend Gade | Blancheteatern | Scenografi |
| 1939 | Nederlaget        | Nordahl Grieg                         | Svend Gade | Dramaten       | Scenografi |